# Okręgowy Związek Piłki Nożnej w Elblągu
Okręgowy Związek Piłki Nożnej w Elblągu – okręgowy związek sportowy, działający na terenie województwa elbląskiego, posiadający osobowość prawną, będący jedynym prawnym reprezentantem okręgowej piłki nożnej w województwie elbląskim. Został założony w 1976 roku, rozwiązany de facto 27 maja 2000 roku, kiedy to powstał Pomorski Związek Piłki Nożnej.

## Rozgrywki OZPN Elbląg
W ramach elbląskiego OZPN, rozgrywki ligowe toczyły się w sezonach 1976/77-1999/2000. Najwyższą klasą rozgrywkową przez pierwsze trzy sezony była klasa A (mistrz grał w barażach o III ligę), niżej klasa B, klasa C i klasa D. W sezonach 1979/80-1980/81 była prowadzona wspólna liga okręgowa województw toruńskiego i elbląskiego, w latach 1986-1989 - olsztyńskiego i elbląskiego, a w sezonie 1989/90 - makroregionalna liga elbląsko-toruńsko-bydgoska. Ich zwycięzcy uzyskiwali bezpośredni awans do III ligi. W sezonach 1996/97-1997/98 najwyższą ligą w okręgu była elbląska IV liga, natomiast w latach 1998-2000 - elbląska klasa okręgowa - mistrz awansował do IV ligi makroregionalnej. Mistrzem Okręgu zostawał zdobywca 1. miejsca w elbląskiej klasie A lub elbląskiej klasie okręgowej (IV lidze) albo ten klub, który w klasie okręgowej (T/E, O/E i E/T/Bd) zajął najwyższe miejsce ze wszystkich klubów z OZPN Elbląg. W rozgrywkach OZPN Elbląg brało udział 55-70 zespołów.

## Struktura rozgrywek ligowych
| Sezony              | IV poziom ligowy               | V poziom ligowy | VI poziom ligowy | VII poziom ligowy | VIII poziom ligowy |
| ------------------- | ------------------------------ | --------------- | ---------------- | ----------------- | ------------------ |
| 1976/1977-1978/1979 | klasa A                        | klasa B         | klasa C          | klasa D           |                    |
| 1979/1980-1980/1981 | Klasa okręgowa (T/E)           | klasa A         | klasa B          | klasa C           |                    |
| 1981/1982-1983/1984 | Klasa okręgowa                 | klasa A         | klasa B          |                   |                    |
| 1981/1982-1983/1984 | Klasa okręgowa                 | klasa A         | klasa B          | klasa C           |                    |
| 1986/1987-1988/1989 | klasa okręgowa (O/E)           | klasa A         | klasa B          | klasa C           | klasa D            |
| 1989/1990           | Klasa makroregionalna (E/T/Bd) | klasa A         | klasa B          | klasa C           |                    |
| 1990/1991-1995/96   | Klasa okręgowa                 | klasa A         | klasa B          | klasa C (LZS)     |                    |
| 1996/1997-1997/1998 | IV liga                        | klasa okręgowa  | klasa A          | klasa B           | klasa C (LZS)      |
| 1998/1999-1999/2000 |                                | klasa okręgowa  | klasa A          | klasa B           | klasa C (LZS)      |

### Mistrzostwa okręgu
| Sezon     | Najwyższa liga                 | Mistrz województwa | Mistrz okręgu              |
| --------- | ------------------------------ | ------------------ | -------------------------- |
| 1976/1977 | klasa A                        | Olimpia Elbląg     | POM Sztum Górki            |
| 1977/1978 | klasa A                        | Olimpia Elbląg     | Błękitni Orneta            |
| 1978/1979 | klasa A                        | Olimpia Elbląg     | Błękitni Orneta            |
| 1979/1980 | klasa okręgowa (E/T)           | Olimpia Elbląg     | Pomowiec Gronowo Elbląskie |
| 1980/1981 | klasa okręgowa (E/T)           | Olimpia Elbląg     | Pomowiec Gronowo Elbląskie |
| 1981/1982 | klasa okręgowa                 | Olimpia Elbląg     | Pomowiec Gronowo Elbląskie |
| 1982/1983 | klasa okręgowa                 | Olimpia Elbląg     | Zatoka Braniewo            |
| 1983/1984 | klasa okręgowa                 | Olimpia Elbląg     | Nogat Malbork              |
| 1984/1985 | klasa okręgowa                 | Olimpia Elbląg     | Zatoka Braniewo            |
| 1985/1986 | klasa okręgowa                 | Olimpia Elbląg     | Zatoka Braniewo            |
| 1986/1987 | klasa okręgowa (O/E)           | Olimpia Elbląg     | Nogat Malbork              |
| 1987/1988 | klasa okręgowa (O/E)           | Olimpia Elbląg     | Mlexer Elbląg              |
| 1988/1989 | klasa okręgowa (O/E)           | Olimpia Elbląg     | Powiśle Dzierzgoń          |
| 1989/1990 | klasa makroregionalna (E/T/Bd) | Olimpia Elbląg     | Zatoka Braniewo            |
| 1990/1991 | klasa okręgowa                 | Olimpia Elbląg     | Pomezania Malbork          |
| 1991/1992 | klasa okręgowa                 | Olimpia Elbląg     | Rodło Kwidzyn              |
| 1992/1993 | klasa okręgowa                 | Pomezania Malbork  | Powiśle Dzierzgoń          |
| 1993/1994 | klasa okręgowa                 | Pomezania Malbork  | Błękitni Orneta            |
| 1994/1995 | klasa okręgowa                 | Pomezania Malbork  | Rodło Kwidzyn              |
| 1995/1996 | klasa okręgowa                 | Pomezania Malbork  | Zatoka Braniewo            |
| 1996/1997 | IV liga                        | Pomezania Malbork  | Rodło Kwidzyn              |
| 1997/1998 | IV liga                        | Zatoka Braniewo    | Błękitni Orneta            |
| 1998/1999 | klasa okręgowa                 | Zatoka Braniewo    | Polonia Pasłęk             |
| 1999/2000 | klasa okręgowa                 | Zatoka Braniewo    | Olimpia Sztum              |

### Mistrzowie klasy A/klasy okręgowej
| Sezon     | Mistrz klasy A/klasy okręgowej |
| --------- | ------------------------------ |
| 1979/1980 | Powiśle Dzierzgoń              |
| 1980/1981 | Powiśle Czernin                |
| 1986/1987 | Mlexer Elbląg                  |
| 1987/1988 | Unia Susz lub Pogoń Prabuty    |
| 1988/1989 | Olimpia II Elbląg              |
| 1989/1990 | ?                              |

### Puchar OZPN Elbląg
- 1977 – ?
- 1978 - Olimpia Elbląg
- 1979 - Olimpia Elbląg
- 1980 – Olimpia Elbląg
- 1981 – Żuławy Nowy Dwór Gdański
- 1982 – Pomowiec Gronowo Elbląskie
- 1983 - Zatoka Braniewo
- 1984 – Powiśle Czernin
- 1985 - Olimpia Elbląg
- 1986 – Nogat Malbork
- 1987 – Powiśle Dzierzgoń
- 1988 - Pogoń Prabuty
- 1989 - Powiśle Dzierzgoń
- 1990 – Olimpia Elbląg
- 1991 - Olimpia Elbląg
- 1992 - Pomezania Malbork
- 1993 - Polonia Elbląg
- 1994 - Pomezania Malbork
- 1995 - Rodło Kwidzyn
- 1996 - Polonia Elbląg
- 1997 - Zatoka Braniewo
- 1998 – Pomezania Malbork
- 1999 - Syrena Młynary
- 2000 – Błękitni Orneta

Zdobywca pucharu OZPN Elbląg uzyskiwał awans w następnym sezonie do Pucharu Polski.